# محمد شیرازی (نظامی)
محمد شیرازی نظامی ایرانی است، که از سال ۱۳۶۸ به‌عنوان رئیس دفتر نظامی رهبر جمهوری اسلامی ایران (رئیس دفتر فرمانده کل قوا) فعالیت می‌کند. از او به‌عنوان یکی از افراد کلیدیِ نزدیک به سید علی خامنه‌ای نام برده می‌شود.

## خانواده

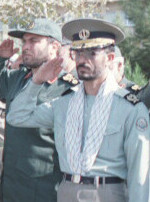
شیرازی در سال ۱۳۷۸

برادرش عباس شیرازی فرمانده «تبلیغات جبهه و جنگ» بود که در خرداد ۱۳۶۴ کشته شد. برادر دیگرش، علی شیرازی، هم اکنون جانشین رئیس سازمان عقیدتی سیاسی وزارت دفاع است.